# سارا هاوتولينغ
سارا هاوتولينغ (بالإنجليزية: Sara Houghteling)‏‏ (1977  -  )؛ روائية من الولايات المتحدة.

## الجوائز
- منحة فولبرايت